# 김종식 (프로듀서)
김종식(1957년 ~ )은 아이윌미디어 대표이사이다.

## 학력
- 전주고등학교(졸업)
- 한양대학교 섬유공학과 학사(졸업)
- 중앙대학교 예술대학원 석사과정 수료

## 경력
- KBS 드라마본부 PD  (1982년 입사)
- KBS TV제작본부 드라마운영팀장 (과장급)
- KBS 심의평가실 자문위원 (직무대리)
- KBS 드라마본부 편성기획팀장 (국장급) (2006년 11월 의원퇴직)
- 팬엔터테인먼트 대표이사 사장
- 아이윌미디어 대표이사 사장

## 수상 경력
- 1992년 제28회 백상예술대상 TV신인연출상
- 2006년 서강 언론문화상 방송부문 대상

## 작품 활동
| 제작년도 | 방송 | 제목                      | 역할         | 비고     |
| -------- | ---- | ------------------------- | ------------ | -------- |
| 1990     | KBS2 | 빙점                      | 연출         |          |
| 1990     | KBS2 | 그대 아직도 꿈꾸고 있는가 | 연출         |          |
| 1991     | KBS2 | 여자의 시간               | 연출         |          |
| 1991     | KBS2 | 도둑의 아내               | 연출         |          |
| 1993     | KBS1 | 들국화                    | 연출         |          |
| 1995     | KBS2 | 바람의 아들               | 연출         |          |
| 1996     | KBS2 | 머나먼 나라               | 연출         |          |
| 1997     | KBS2 | 그대 나를 부를 때         | 연출         |          |
| 1998     | KBS2 | 짝사랑                    | 연출         |          |
| 1999     | KBS2 | 학교 2                    | 편성 기획    |          |
| 1999     | KBS2 | 누룽지 선생과 감자 일곱개 | 책임프로듀서 |          |
| 1999     | KBS2 | 부부클리닉 사랑과 전쟁    | 편성 기획    | 직무대리 |
| 2000     | KBS2 | 요정 컴미                 | 편성 기획    |          |
| 2000     | KBS1 | 학교 3                    | 편성 기획    |          |
| 2001     | KBS2 | 푸른 안개                 | 책임프로듀서 |          |
| 2001     | KBS1 | 학교 4                    | 편성 기획    |          |
| 2002     | KBS2 | 겨울연가                  | 책임프로듀서 |          |
| 2002     | KBS2 | 장희빈                    | 편성 기획    |          |
| 2003     | KBS1 | 노란 손수건               | 책임프로듀서 |          |
| 2003     | KBS2 | 여름향기                  | 책임프로듀서 |          |
| 2003     | KBS2 | 상두야, 학교가자          | 책임프로듀서 |          |
| 2003     | KBS2 | 보디가드                  | 편성 기획    |          |
| 2003     | KBS2 | 성장드라마 반올림         | 편성 기획    |          |
| 2004     | KBS2 | 풀하우스                  | 책임프로듀서 |          |
| 2004     | KBS2 | 불멸의 이순신             | 책임프로듀서 |          |
| 2004     | KBS2 | 부모님 전상서             | 편성 기획    |          |
| 2004     | KBS2 | 미안하다, 사랑한다        | 편성 기획    |          |
| 2004     | KBS2 | 해신                      | 편성 기획    |          |
| 2005     | KBS2 | 쾌걸춘향                  | 편성 기획    |          |
| 2005     | KBS2 | 부활                      | 편성 기획    |          |
| 2005     | KBS2 | 웨딩                      | 편성 기획    |          |
| 2005     | KBS2 | 이 죽일놈의 사랑          | 편성 기획    |          |
| 2006     | KBS2 | 서울 1945                 | 편성 기획    |          |
| 2006     | KBS2 | 굿바이 솔로               | 편성 기획    |          |
| 2006     | KBS2 | 봄의 왈츠                 | 편성 기획    |          |
| 2006     | KBS2 | 소문난 칠공주             | 편성 기획    |          |